# Velîka Berezeanka, Tarașcea
Velîka Berezeanka (în ucraineană Велика Березянка) este o comună în raionul Tarașcea, regiunea Kiev, Ucraina, formată numai din satul de reședință.

## Demografie
Componența lingvistică a comunei Velîka Berezeanka
     Ucraineană (98,18%)
     Alte limbi (0,8%)
Conform recensământului din 2001, majoritatea populației comunei Velîka Berezeanka era vorbitoare de ucraineană (98,18%), existând în minoritate și vorbitori de armeană (1,01%).